# Rhodostrophia grumaria
Rhodostrophia grumaria är en fjärilsart som beskrevs av Alphéraky 1892. Rhodostrophia grumaria ingår i släktet Rhodostrophia och familjen mätare. Inga underarter finns listade.